# キク (プロレスラー)
キク（きく、1978年5月13日 - ）は、日本の女子プロレスラー。
東京都出身。身長156cm、体重47kg、血液型O型。hotシュシュに所属。

## 所属
- アイスリボン（2021年 - 2023年）
- hotシュシュ（2023年 - ）

## 経歴・戦歴
- 2021年11月13日 大田区総合体育館にてチェリー&バニー及川&咲蘭戦でデビュー。（パートナーはラム会長&Yappy）
- 2023年9月3日、hotシュシュへの移籍を発表した。

## 人物
- 2児の母。趣味のプロレス観戦が高じて、子供と共にプロサーに参加。リング上で選手が試合を楽しむ様子をみて「自分もそうなりたい」と思いプロデビューを目指す。